# Vinhavièlha
Vinhavièlha (en francès Vignevieille) és un municipi de França de la regió d'Occitània, al departament de l'Aude.